# 霍雷肖·蓋茨
霍雷肖·萊德·蓋茨（英語：Horatio Lloyd Gates，1727年7月26日—1806年4月10日），英國軍人，美國獨立戰爭時期大陸軍將領。
蓋茨的一生經歷多番起跌。他在美國獨立戰爭初期的聲望足以與喬治·華盛頓相比，更在1777年薩拉托加戰役中迫使約翰·伯戈因的英軍投降，踏上事業頂峰。可是蓋茨在1780年卡姆登戰役遭到查爾斯·康沃利斯大敗，令到大陸軍的南方部隊幾乎覆滅；再加上他捲入了康威結黨等政治風波，令到他的身後評價飽受爭論。

## 早年
蓋茨生於1727年英國艾塞克斯郡摩爾登鎮。他的父親是海關官員，而母親則在第三代波頓公爵查理斯·布朗特門下工作。在公爵的支持下，蓋茨在1745年加入英國陸軍，並以中尉軍銜參與奧地利王位繼承戰爭。1749年蓋茨跟隨新斯科舍總督愛德華·康沃利斯（查爾斯·康沃利斯的叔父）前往北美，隨後參與法國印第安戰爭。他在1755年獲陞任上尉，並在戰後返回英國。由於晉陞無望，蓋茨在1769年退役，並在1772年移居北美，在維珍尼亞州伯克利縣管理種植園。

## 美國獨立戰爭

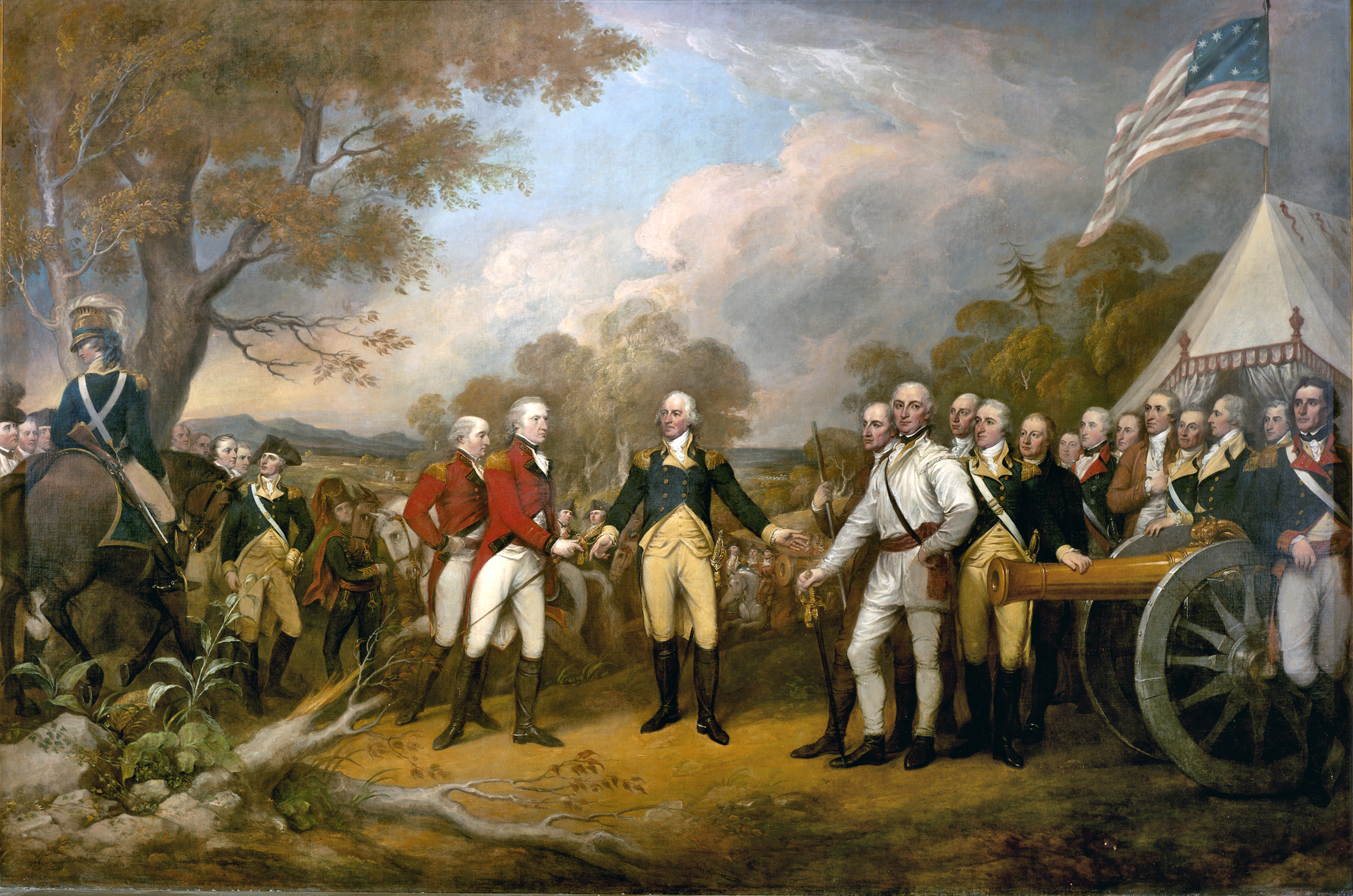
蓋茨（中央）在薩拉托加戰役接受約翰·伯戈因投降，繪於1822年。

1775年美國獨立戰爭爆發，蓋茨加入革命一方，並獲大陸議會任命為准將，出任大陸軍總司令喬治·華盛頓的副官長（Adjutant General），負責整編民兵。蓋茨在這段時間結下廣泛人脈。他在約翰·亞當斯的推薦下，於1776年5月獲擢升為少將。
蓋茨在紐約及新澤西戰役爆發前調往北方，指揮在遠征加拿大失敗的大陸軍餘部。他和班奈狄克·阿諾德成功拖延蓋伊·卡爾頓爵士的英軍南下，最終迫使卡爾頓撤回加拿大過冬。1777年，約翰·伯戈因率領加拿大英軍再次南下，引發薩拉托加戰役。在蓋茨及多名美國將軍的指揮下，伯戈因最終兵敗投降，是為美國獨立戰爭的轉捩點。蓋茨的聲望也達致頂峰。
不過，蓋茨與華盛頓之間的摩擦也逐漸升溫。早在新澤西州戰役時期，蓋茨就曾私下遊說大陸議會將華盛頓解任，由自己取而代之。他也與數名曾經批評華盛頓的人物關係密切，包括查理斯·李、湯馬士·康威、本傑明·魯殊、理查德·亨利·李和湯馬士·密夫林等等。蓋茨在薩拉托加大捷後也沒有向上司華盛頓報捷，而直接向議會報信。1777年10月，康威一封寄給蓋茨的信件，有部分內容遭到蓋茨的副官詹姆斯·威尔金森洩漏，引發康威結黨一案。由於信件將華盛頓大加貶抑，再加上蓋茨在薩拉托加戰役後的舉動，似乎暗示蓋茨正在議會結黨，將華盛頓取而代之。蓋茨在1777年11月獲議會任命為戰爭委員會（Board of War）主席。由於該委員會擁有監控所有軍隊事務的職權，使到華盛頓名義上反而要聽命於蓋茨。這引發蓋茨與華盛頓的支持者互相角力，雙方更在是否再次派兵遠征加拿大而激烈爭論。蓋茨有否直接參與本案，仍然廣受爭議，但他在1778年初與康威及威爾金森等人保持距離，使到取代華盛頓的密謀自然瓦解。此案最終也以康威辭職返回法國、大陸議會否決北伐加拿大、蓋茨離任戰爭委員會，並回到紐約指揮北方軍隊而告一段落。
1780年，北美英軍總司令亨利·克林頓爵士派出英軍進攻南部州分，並在查爾斯頓圍城戰迫使近5,000名大陸軍投降。大陸議會隨後改派蓋茨指揮南方軍隊。由於蓋茨的策略失當，大陸軍在卡姆登戰役遭到康沃利斯大敗，而蓋茨更在敗陣後率先逃亡，使他聲名掃地。他在卡姆登一役後被免去軍職，直到1782年才短暫重返大陸軍。

## 晚年
蓋茨在美國獨立戰爭後回到維珍尼亞州的種植園。他在1790年出售田產，舉家搬到紐約，嘗試重過新生。1800年美國總統選舉前夕，約翰·亞當斯的美國聯邦黨與湯瑪斯·傑佛遜的民主共和黨正在激烈競爭。蓋茨在阿龍·伯爾的遊說下，代表共和黨參與紐約地方議會選舉，並且在選舉勝出。但此舉卻令到他與亞當斯、丹尼爾·摩根、及詹姆士·洛威爾等人的長年友誼徹底破裂。議會任期結束後，蓋茨開始低調生活。1806年蓋茨因病去世，在紐約三一教堂近華爾街旁的墓地下葬。